# Guido Weiss
Guido Leopold Weiss (Trieste, 29 de dezembro de 1928) é um matemático estadunidense, que trabalha com análise, especialmente com análise de Fourier e análise harmônica.

## Carreira
Weiss estudou na Universidade de Chicago, onde obteve o mestrado em 1951 e um doutorado em 1956, orientado por Antoni Zygmund, com a tese On certain classes of function spaces and on the interpolation of sublinear operators. Em 1955 foi instrutor na Universidade DePaul foi em 1955 instrutor, em 1956 professor assistente, em 1959 professor associado. Em 1961 foi professor associado e em 1963 professor na Universidade Washington em St. Louis, onde foi de 1967 a 1970 catedrático do departamento de matemática. Foi professor visitante em diversas universidades, incluindo a Universidade de Genebra (1964–65), a Universidade Paris-Sul (1970–71), a Escola Normal Superior de Pisa (1980), em Madrid e Pequim. No ano acadêmico 1987–1988 esteve no Mathematical Sciences Research Institute (MSRI) como organizador de um programa em análise clássica.
Recebeu o Prêmio Chauvenet de 1967 por seu livro Harmonic Analysis. Em 2012 foi eleito fellow da American Mathematical Society.

## Publicações selecionadas
- Harmonic Analysis. In: Studies in Real and Complex Analysis. MAA Studies in Mathematics, Vol. 3, Mathematical Association of America, Washington, DC, 1965, pp. 124–178.
- com Elias Stein: Introduction to Fourier Analysis on euclidean spaces. Princeton University Press 1971.
- com Ronald Coifman: Analyse harmonique non-commutative sur certains espaces homogènes. É́tude de certaines intégrales singulières. Springer-Verlag 1971.
- com Ronald Coifman: Transference methods in analysis. AMS 1977.
- com Eugenio Hernandez: A first course on Wavelets. Boca Raton, CRC Press 1996.
- com Michael Frazier, Björn Jawerth: Littlewood–Paley theory and the study of function spaces. AMS 1991.
- com William Boothby (eds.): Symmetric spaces. Dekker 1972.